# مارکوس هاوسوایلر
مارکوس هاوسوایلر (انگلیسی: Markus Hausweiler؛ زادهٔ ۱۵ آوریل ۱۹۷۶) بازیکن فوتبال اهل آلمان است.
از باشگاه‌هایی که در آن بازی کرده‌است می‌توان به باشگاه فوتبال دویسبورگ و باشگاه فوتبال بروسیا مونشن‌گلادباخ اشاره کرد.